# SITRAC-SITRAM
Sitrac-Sitram es el modo habitual con que se conocen dos sindicatos históricos que existieron en la ciudad de Córdoba (Argentina)  en la década de 1960 y principios de 1970. Se trató de dos sindicatos que organizaban al personal de dos filiales aledañas de la empresa Fiat (ConCord y MaterFer): Sindicato de Trabajadores de ConCord (Sitrac) y Sindicato de Trabajadores de MaterFer (Sitram).
Ambos sindicatos fueron conducidos a partir de 1970 por dirigentes pertenecientes a la corriente sindical clasista. Estuvieron fuertemente ligados a los conflictos sindicales que rodearon al Viborazo de 1971, una de las puebladas sucedidas entre 1969 y 1972, que influyeron en la retirada de la dictadura militar autodenominada Revolución Argentina (1966-1973). Fueron disueltos en octubre de 1971. 

## Historia
SITRAC y SITRAM fueron las siglas de dos sindicatos de planta fabril creados en 1960 para organizar a los trabajadores de dos fábricas de la empresa Fiat instaladas en Córdoba: la fábrica Concord (Sitrac) y la fábrica Materfer (Sitram).

### Sindicalismo amarillo
En su inicio, ambas organizaciones gremiales se conformaron como "sindicatos amarillos" (pro patronales), debido a que su creación fue impulsada por la empresa, con el fin de impedir que los trabajadores de sus dos fábricas cordobesas se afiliaran al Sindicato de Mecánicos y Afines del Transporte Automotor (Smata), poderoso sindicato de rama nacional que dominaba la industria automotriz. Para crear Sitrac y Sitram, Fiat recurrió a su influencia en la democracia cristiana, que en esos años actuaba en la Acción Sindical Argentina (ASA). Como la ley sindical argentina, sancionada por iniciativa del presidente Arturo Frondizi no permitía que los sindicatos de empresa obtuvieran la personería gremial (que se otorgaba al sindicato de rama mayoritario y daba acceso a la negociación colectiva, el descuento de aportes por planilla, la huelga y la elección de delegados), los trabajadores de ambas plantas se afiliaron a la Unión Obrera Metalúrgica (UOM), que mantenía un conflicto con el Smata por el encuadramiento de los trabajadores de la industria automotriz.
En 1965 el gobierno radical de Arturo Illia cambió la legislación laboral, permitiendo que en ciertas circunstancias los sindicatos minoritarios pudieran también acceder a la personería gremial. Aplicando esa nueva legislación, el gobierno de Illía le concedió ese año la personería gremial al Sitrac. Ese mismo año, cuando el Sitrac comenzó a discutir con la empresa en convenio colectivo que le correspondía firmar en ejercicio de su recién adquirida personería gremial, se produjeron una serie de conflictos gremiales que terminaron con el despido de los delegados más activos. La conducción del sindicato quedó entonces en manos del sector más cercano a la empresa.
En 1966 asumió el poder la dictadura autodenominada Revolución Argentina, dominada por el general Juan Carlos Onganía. A partir de comienzos de 1969, se iniciaron en distintas ciudades del país puebladas insurreccionales. Una de ellas se produjo en Córdoba, los días 29 y 30 de mayo de 1969, y tomó el nombre de Cordobazo. El Cordobazo fue organizado por el movimiento sindical, con el liderazgo del Smata cordobés bajo la conducción de Elpidio Torres de la Confederación General del Trabajo (Azopardo) y de Agustín Tosco del Sindicato de Luz y Fuerza y la CGT de los Argentinos. 
Nota: Es habitual encontrar artículos y referencias en Internet sosteniendo que el Sitrac-Sitram participó en el Cordobazo de 1969. La afirmación es errónea, ya que el Sitrac y el Sitram, aún "amarillos", no adhirieron a la huelga que dio origen al Cordobazo, ni participó orgánicamente en las protestas. aunque sí lo hicieron muchos de los obreros de Fiat individualmente.

### Sindicalismo clasista
Sitrac y Sitram no participaron del Cordobazo, ni adhirieron a la huelga general decretada por las dos centrales sindicales del país. Pero el impacto del Cordobazo en la sociedad cordobesa, impactó también en los dos sindicatos de Fiat, iniciándose un movimiento crítico hacia sus respectivas conducciones.

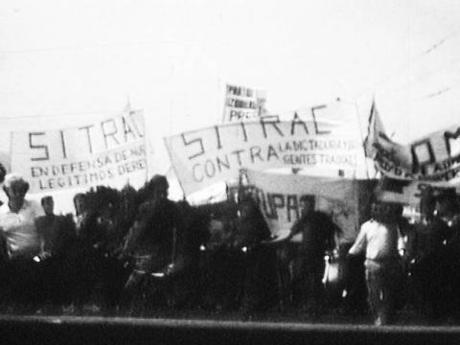
Columna del Sitrac durante el Viborazo, en Córdoba.

El 23 de marzo de 1970, un sector de los delegados del Sitrac cuestionaron en asamblea el convenio colectivo que habían preacordado las autoridades del sindicato. La asamblea decidió desplazar al secretario general Jorge Lozano, eligió una comisión provisoria, convocó a nuevas elecciones, exigiendo un nuevo convenio y un aumento salarial del 40%. La Secretaría de Trabajo desconoció la comisión provisoria y el conflicto escaló hasta que el 14 de mayo los obreros de ConCord, ocuparon la fábrica y tomaron de rehenes a los empleados jerárquicos. Tres días después las autoridades del sindicato, presionadas por la empresa, reconocieron el movimiento y llamaron a elecciones.
La toma de la fábrica ConCord, se enmarcó en una ola de ocupaciones de fábricas con toma de rehenes en Córdoba, que se había iniciado el 12 de mayo de 1970 en la empresa Perdriel, de IKA-Renault, en la que los obreros amurallaron los límites con tanques llenos de sustancias inflamables y amenazaron con utilizar bombas molotov, si las fuerzas de seguridad decidían interrumpir. El 2 y 3 de junio se desató una oleada ocupaciones de fábricas, con tomas de directivos como rehenes (Santa Isabel IKA-Renault, Perdriel IKA Renault, Thompson-Ramco, Ilasa, Transax, Grandes Motores Diesel Fiat, Perkins. Entre ellas estuvieron los obreros de MaterFer, que reclamaron lo mismo que sus vecinos de ConCord. El 4 de junio lo policía provincial retomó el control de siete fábricas ocupadas, en algunos casos con lucha abierta, deteniendo a 400 obreros, pero Santa Isabel siguió ocupada un día más. Tras una huelga de casi un mes, la mayoría de los obreros que militaban en los grupos combativos, antiburocráticos y de izquierda en el SMATA serían despedidos.
Mientras tanto se realizaron elecciones en Sitrac y Sitram, que fueron ganadas por listas "clasistas", término con el que será conocida en adelante toda una corriente sindical, asociada en general a los partidos de la nueva izquierda revolucionaria de Argentina, como Vanguardia Comunista, el Peronismo de Base - Fuerzas Armadas Peronistas, las Fuerzas Armadas de Liberación, el Partido Comunista Revolucionario, Partido Revolucionario de los Trabajadores - ERP, Política Obrera, Partido Revolucionario de los Trabajadores - La Verdad. En el Sitrac fue elegido como secretario general Carlos "el gringo" Masera, y en Sitram fue elegido como secretario general Florencio Díaz. Junto con ellos, se desatacaron otros dirigentes como Gregorio Flores, Domingo Bizzi, José "el petiso" Páez, Santos Torres, Rafael Clavero, Julio Oropel, Eduardo Castelo, Raúl Suffi y Dante Suárez. El abogado de ambos sindicatos fue Alfredo Curutchet, acompañado por Martín Federico. El estudio de Pablo Bernard, Carlos Patrignani y Elías Semán, por otra parte, en varias oportunidades asesoró a ambos sindicatos y defendió a presos políticos vinculados a los mismos.
El 14 de enero de 1971, Fiat despidió a siete de los principales líderes clasistas del Sitrac, entre ellos José Páez, Domingo Bizzi, Santos Torres, y el secretario general Gregorio Flores. En respuesta los obreros ocuparon la fábrica y tomaron rehenes. El Ministerio de Trabajo ordenó reincorporar a los sindicalistas despedidos y los trabajadores levantaron la medida de fuerza al día siguiente.

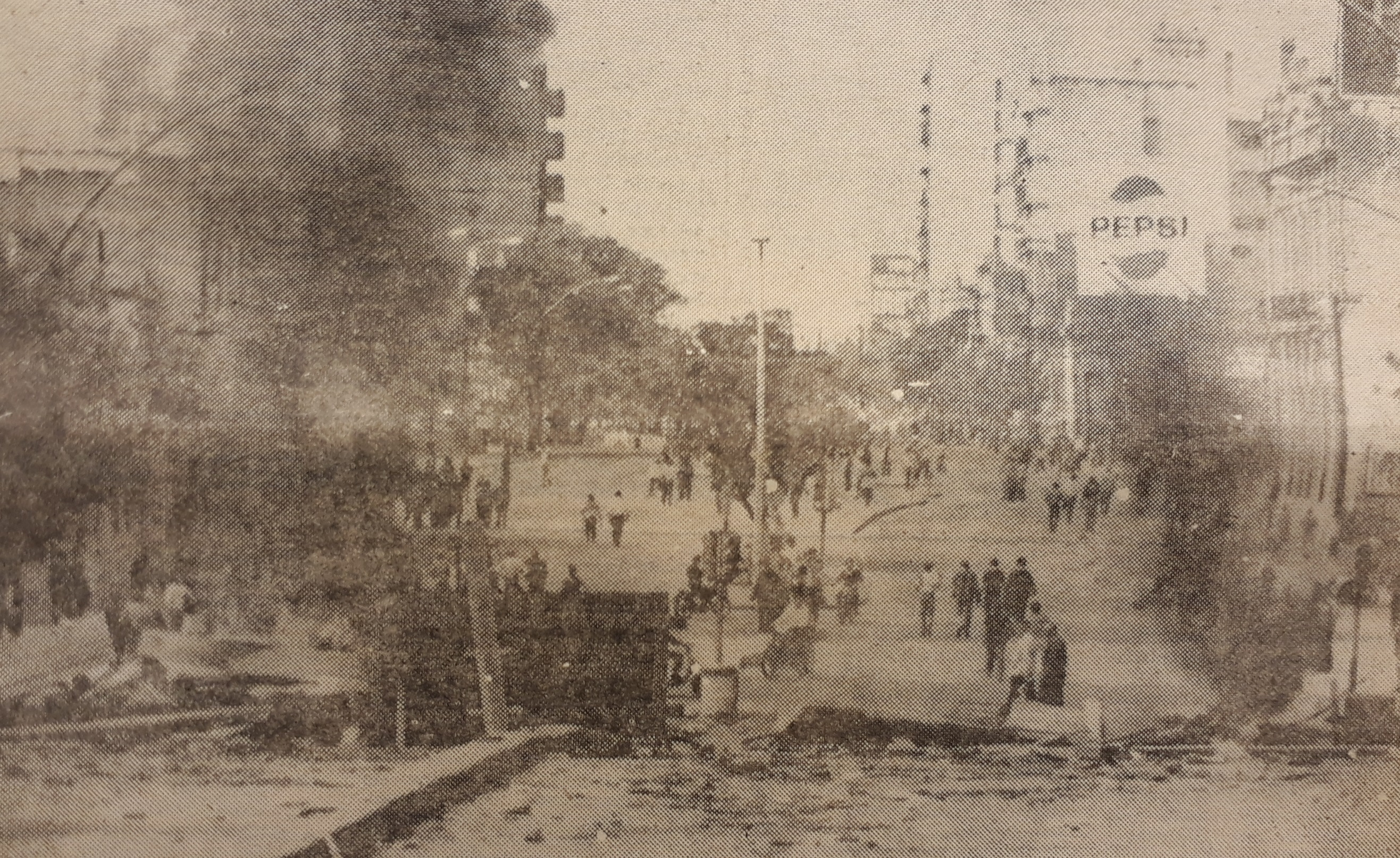
El Viborazo del 15 de marzo de 1971

Para entonces Córdoba registraba una alta conflictividad sindical y estudiantil. El 7 de marzo la dictadura nombró al político conservador José Camilo Uriburu como nuevo interventor en Córdoba, quien al asumir declaró que llegaba para “cortarle la cabeza a la víbora que anida en Córdoba”. En respuesta a la amenaza los gremios de Córdoba realizaron una huelga general con ocupaciones el 12 de marzo, que desencadenó el llamado Ferreyrazo, donde fue asesinado el joven obrero Adolfo Cepeda. Así comenzó la pueblada que sería conocida como Segundo Cordobazo o Viborazo, que provocó la renuncia de Uriburu y llevó también a la caída del dictador Levingston, obligando al gobierno militar a abrir una salida electoral que finalmente se concretaría en las elecciones presidenciales de marzo de 1973.
En mayo de 1971, los sindicatos de Fiat presentaron en el Plenario de Gremios Combativos convocado por la CGT Córdoba el llamado "Programa de SITRAC-SITRAM". El 28 y 29 de agosto de 1971, a convocatoria de Sitrac-Sitram, se realizó en Córdoba el Primer Congreso de Sindicatos Combativos, Agrupaciones Clasistas y Obreros Revolucionarios, donde se reunieron delegaciones de trabajadores de todo el país con el fin de constituir una tendencia nacional clasista.

## Disolución
Como consecuencia del Viborazo fueron detenidos y condenados a prisión seis miembros del Sitrac-Sitram, entre ellos uno de sus principales líderes, Gregorio Flores, lo que los dejó considerablemente debilitados. A mediados de 1971 se realizaron las negociaciones para la firma del convenio colectivo, pero la intransigencia patronal y el aval gubernamental culminaron con un laudo favorable a la empresa.
Finalmente el Ministerio de Trabajo, bajo la dictadura del general Alejandro Agustín Lanusse, decretó la disolución del Sitrac y el Sitram, mediante la Resolución N.º 304/1971. El 26 de octubre de 1971 el Ejército ocupó la fábrica, fue allanado el local sindical y se detuvo al abogado Alfredo Curutchet. Cientos de obreros y la mayoría de los militantes clasistas fueron despedidos y perseguidos, deteniendo a muchos de ellos, y con el resto debiendo pasar a la clandestinidad. Tras el triunfo de la Lista Marrón encabezada por René Salamanca en el SMATA Córdoba, en abril de 1972, el sindicato mecánico junto a ex directivos de Sitrac-Sitram llevaron a cabo una campaña para lograr que los trabajadores de ambas empresas fueran encuadrados en dicho sindicato. Pero, a pesar de que los trabajadores de ambas fábricas se pronunciaron en repetidas oportunidades por el ingreso al SMATA, el Ministerio de Trabajo dispuso que los obreros de Concord y Materfer quedaran encuadrados en la Unión Obrera Metalúrgica (UOM).